# Marko Mrkić
Marko Mrkić (Kirin Serbia: Марко Мркић; sinh 20 tháng 8 năm 1996) là một tiền đạo bóng đá Serbia thi đấu cho Radnički Niš ở Serbian SuperLiga. Anh là con trai của Saša Mrkić.